# Cătunele
Cătunele là một xã thuộc hạt Gorj, România. Dân số thời điểm năm 2002 là 2642 người.